# واين كارلتون
واين كارلتون قالب:Lang-en-ca هو لاعب هوكي الجليد كندي، ولد في 4 أغسطس 1946 في غريتر سودبوري في كندا.

## وصلات خارجية
- واين كارلتون على موقع دوري الهوكي الوطني (الإنجليزية)
- واين كارلتون على موقع قاعة مشاهير الهوكي (لاعب أن.إتش.أل) (الإنجليزية)
- واين كارلتون على موقع EliteProspects.com (الإنجليزية)
- واين كارلتون على موقع HockeyDB.com (الإنجليزية)
- واين كارلتون على موقع Hockey-Reference.com (الإنجليزية)